# Marlon Tapales

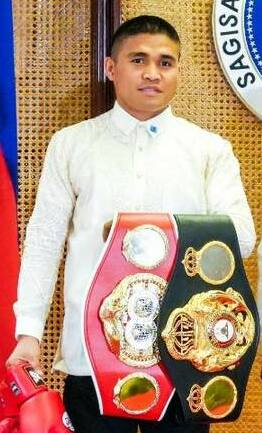
Marlon Tapales, 2023

Marlon Tapales (* 22. März 1992 in Norte, Philippinen) ist ein philippinischer Boxer im Bantamgewicht.

## Profikarriere
Im Jahre 2008 begann Tapales erfolgreich seine Profikarriere. Ende Juli 2016 boxte er gegen Pungluang Sor Singyu um den Weltmeistergürtel der WBO und gewann durch klassischen K. o. in der 11. Runde.